# Tableaux de maladies professionnelles
Les critères à prendre en compte pour qu'une maladie soit prise en charge en France au titre de la maladie professionnelle sont définis par la sécurité sociale et regroupés sous forme de lignes et de colonnes dans un texte de synthèse couramment désigné sous le terme de Tableau de maladie professionnelle.

## Historique
Le premier tableau du régime général a été créé en 1919 (maladie professionnelle no 1 : intoxication au plomb), le dernier date de 1999 (MP no 98 : sciatique par hernie discale consécutive à des manutentions). Entretemps, certains tableaux ont été abrogés et d'autres scindés en plusieurs tableaux (no 10, 10bis, 10ter, etc.). Il existe donc actuellement 112 maladies professionnelles reconnues par le régime général de la sécurité sociale.
Le premier tableau du régime agricole (MP no 1 : tétanos) a été créé en 1955, le dernier date de 2012 (MP no 58 : la maladie de Parkinson provoquée par les pesticides). Il existe donc actuellement 66 maladies professionnelles reconnues par le régime agricole.

## Présomption d'imputabilité
Avant la création des tableaux la victime qui voulait être indemnisée en cas de maladie professionnelle devait assigner son employeur devant les tribunaux et apporter la preuve de la responsabilité de l'entreprise.
Or, dans de nombreux cas il est difficile au salarié d'apporter la preuve absolue qu'il existe bien une relation de cause à effet entre l'exercice de sa profession et la maladie dont il est atteint – comment prouver par exemple qu'une hernie discale est bien consécutive à des manutentions au travail et non à des efforts fournis pendant des activités de loisir ? - C'est pourquoi la législation a prévu que la charge de la preuve ne soit pas imputée à la victime.
Pour simplifier la procédure, il a été établi pour chaque maladie professionnelle un « Tableau » qui énumère les conditions nécessaires pour que l'affection en cause soit considérée comme étant d'origine professionnelle. Si toutes ces conditions sont remplies la maladie est automatiquement reconnue comme professionnelle, sans qu'il soit nécessaire d'apporter la preuve que l'affection a bien été contractée au travail, c'est ce qu'on appelle la présomption d'imputabilité.
Le cas échéant, il appartiendra à l'organisme de sécurité sociale d'apporter la preuve que la pathologie n'est  pas d'origine professionnelle.
Ce renversement de la charge de la preuve permet à la victime d'être prise en charge rapidement dans les cas les plus simples.
Les critères d'imputabilité sont réparties en trois rubriques (les trois colonnes du tableau).

### Désignation des maladies
L'intitulé exact de la maladie doit correspondre à ce qui est mentionné au tableau. Par exemple le tableau 98 mentionne dans cette rubrique : Sciatique par hernie discale. Si la victime présente une hernie discale prouvée par des examens radiologiques mais pas de sciatique, la pathologie constatée n'entre pas dans le cadre du tableau.
Dans de nombreux cas, il est précisé que la maladie doit être confirmée par des examens complémentaires : tests épicutanés pour les eczémas allergiques, dosages sanguins du produit toxique en cause (plomb, arsenic…), radiographie, etc.

### Délai de prise en charge
C'est le délai maximal entre la cessation d'exposition au risque supposé à l'origine de la maladie et la constatation de celle-ci, pour que l'origine professionnelle soit reconnue. Il peut être de quelques jours (7 jours pour les manifestations cutanées allergiques) ou de plusieurs dizaines d'années pour certaines pathologies qui se déclarent tardivement après l'exposition au risque (30, 40 ou 50 ans pour certains cancers professionnels).
Dans certains cas, il est prévu une durée minimale d'exposition au risque (en général 5 ans) pour que joue la présomption d'origine. Par exemple, pour un salarié qui présente un cancer bronchique et qui a été exposé 5 ans à l'amiante verra sa maladie automatiquement reconnue comme professionnelle. Dans le cas contraire, le dossier sera rejeté au premier examen.

### Liste des travaux susceptibles de provoquer ces maladies
Dans la troisième colonne du tableau sont mentionnées les activités professionnelles qui peuvent exposer aux agents chimiques, physiques ou biologiques en cause dans l'affection mentionnée.
Le plus souvent il s'agit d'une liste indicative qui n'est pas opposable au salarié, mais dans certaines pathologies particulières la liste est limitative, auquel cas le dossier est rejeté si l'activité professionnelle du salarié n'est pas expressément mentionnée au tableau.
Si ces critères très restrictifs ne sont pas respectés ou si la maladie n'est pas inscrite à un tableau, la reconnaissance du caractère professionnel de la maladie sera subordonnée à l'avis d'un Comité Régional de Reconnaissance des Maladies Professionnelles (CRRMP).

## Comité régional de reconnaissance des maladies professionnelles
Il est composé du médecin-conseil régional de la sécurité sociale (ou d'un médecin-conseil qu'il désigne pour le représenter), du médecin-inspecteur régional du travail (ou d'un médecin inspecteur qu'il désigne pour le représenter) et d'un praticien qualifié. Pour les salariés du régime agricole, un médecin-conseil du régime agricole se substitue au médecin-conseil régional de la Sécurité sociale dans la composition du CRRMP.
Ce comité est compétent pour statuer dans deux circonstances :
- la maladie figure dans l'un des tableaux de maladies professionnelles annexés au livre IV du code de la Sécurité sociale pour les salariés du régime général et annexés au décret 55-806 du 17 juin 1955 modifié pour ceux du régime agricole, et la victime a été habituellement exposée au risque visé par ce tableau, mais certaines conditions, relatives au délai de prise en charge ou à la liste limitative des travaux susceptibles de provoquer la maladie, ne sont pas remplies ;
- la maladie n'est mentionnée dans aucun tableau mais elle résulte de l'activité professionnelle de la victime et a entraîné son décès ou une incapacité permanente de 25 % au moins.

C'est dans le cadre de cette deuxième rubrique qu'une dépression attribuée au travail et ayant entraîné le suicide de la victime a pu être déclarée comme maladie professionnelle.
Dans ces deux cas la charge de la preuve est imputée à la victime ou à ses ayants droit.
Le CRRMP peut être saisi soit directement par la victime, soit par la caisse primaire d'assurance maladie ou par la caisse de Mutualité sociale agricole.

## Recours judiciaire
L'existence des tableaux interdit à la victime d'assigner son employeur devant les tribunaux pour obtenir une indemnisation plus favorable, sauf en cas de faute inexcusable de l'employeur.
Pour les salariés victimes d'une exposition à l'amiante, la jurisprudence actuelle évolue vers la condamnation quasi systématique de l'employeur dans le cadre d'une plainte en faute inexcusable.

## Liste des tableaux de maladies professionnelles

### Risques chimiques
- Plomb
- Mercure
- Tétrachloréthane
- Toluène
- Phosphore
- Chloronaphtalène
- Chrome
- Tétrachlorure de carbone
- Dichorométhane
- Chloronitrobenzène
- Dinitrophénol
- Amines aromatiques
- Goudrons de houille
- Arsenic
- Hydrogène arsénié
- Sulfure de carbone
- Dibromométhane
- Chlorure de méthyle
- Fluor
- Anticholinestérasiques
- Huiles minérales
- Manganèse
- Phénylhydrazine
- Chlorure de vinyle
- Hexane
- Cadmium
- Oxyde de carbone
- Nitroglycol
- Antimoine
- Sélénium
- Solvants
- Halothane

### Allergie
- Lésions cutanées allergiques
- Affections respiratoires allergiques
- Ciments
- Chrome affections respiratoires
- amines aromatiques allergies
- Streptomycine
- Nickel
- Nickel affections respiratoires
- Chlorpromazine
- Bétalactamides
- Formol
- Amines aliphatiques
- Amines aliphatiques affections respiratoires
- Poussières de bois
- Résines époxyde
- Isocyanates
- Enzymes
- Cobalt
- Furfural
- Méthacrylate de méthyle
- Latex

### Cancers
- Benzène
- Rayonnements ionisants
- Chrome cancers
- Cancer provoqué par les amines aromatiques
- Cancers dus aux goudrons de houille
- Arsenic cancers
- Amiante Mésothéliome
- Amiante cancer bronchique
- Huiles minérales cancers
- Nickel cancers
- Poussières de bois Cancers de l'ethmoïde
- Chlorure de vinyle
- Cadmium cancers
- Carbures métalliques cancers
- Bis-chlorométhyl-éther
- Nitrosoguanidine

### Risques physiques
- Rayonnements ionisants
- Hyperbare
- Surdité bruit
- Hautes températures
- Vibrations
- Rayonnement thermique
- Barotraumatismes
- Hernie discale vibrations

### Risques biologiques
- Tétanos
- Charbon
- Spirochétoses
- Brucelloses
- Ankylostomose
- Tuberculose
- Hépatites virales
- Mycoses cutanées
- Rickettsies
- Poliomyélite
- Amibes
- Rage
- Tularémie
- Agents infectieux
- Kératoconjonctivites virales
- Pasteurelloses
- Ornithose
- Rouget du porc
- Streptococcus suis
- Hantavirus

### Fibres et poussières, mines et carrières
- Silicose
- Asbestose
- Béryllium
- Oxyde de fer
- Mines de fer
- Poussières de bois
- Chlorure de potassium
- Carbures métalliques
- Rayonnement thermique et poussières
- Chlorure de sodium
- Poussières textiles végétales
- Mines de charbon
- Mines de charbon conjonctivites
- Mines de fer bronchopneumopathies

### Gestes et postures, divers
Depuis le 10 juin 2016, les pathologies psychiques peuvent être plus facilement reconnues comme des maladies professionnelles. Toutes les affections psychiques sont concernées et notamment le syndrome d'épuisement professionnel, communément appelé « burn-out ».
- TMS
- Ménisques
- Nystagmus
- Rayonnement thermique et poussières
- Hernie discale manutentions
- Syndrome d'épuisement professionnel : la reconnaissance des pathologies psychiques comme maladies professionnelles est améliorée